# 日本スポーツ協会公認スポーツデンティスト
日本スポーツ協会公認スポーツデンティスト（にほんスポーツきょうかいこうにんスポーツデンティスト）とは、日本スポーツ協会が認定しているメディカル・コンディショニング資格の一つ。日本スポーツ協会・日本歯科医師会主催。

## 経緯
- 2013年1月16日 日本体育協会公認スポーツデンティスト覚書署名がなされ、養成開始が決定する[2]。
- 2015年4月     1期生67名が資格を取得[3]。

## 取得条件
日本の歯科医師免許取得後を4年を経過し、都道府県歯科医師会もしくは日本体育協会加盟競技団体等から推薦され、日本歯科医師会および日本体育協会が認めた者が、医科共通25時間、スポーツ歯科医学23時間（日本スポーツ歯科医学会認定医はうち9時間免除）のカリキュラムを受講し、日本歯科医師会、日本体育協会がスポーツ歯学の臨床経験の有無等について審査することで取得できる。